# Journal de Bruges

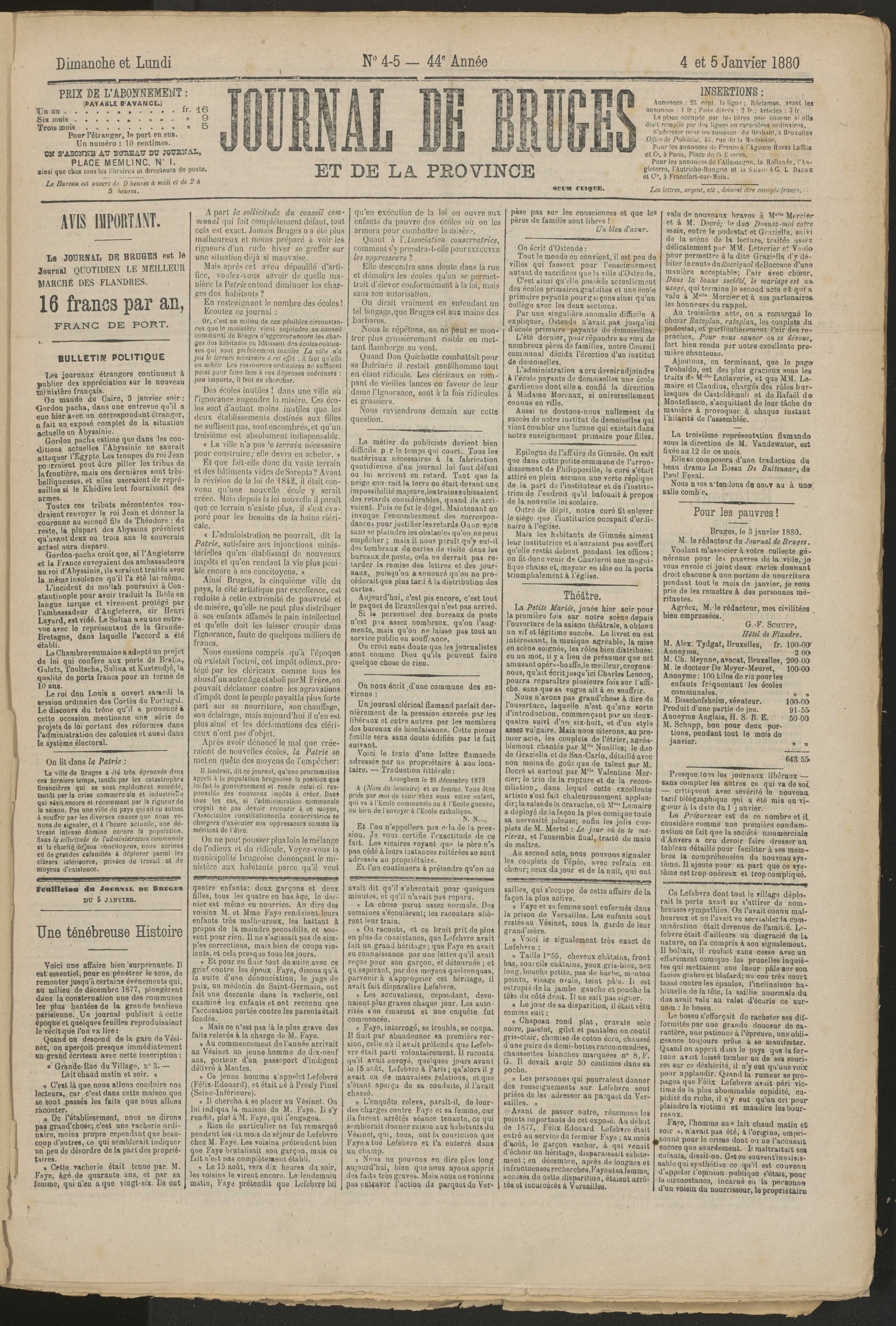
Voorpagina van de Journal de Bruges van 4 januari 1880. Krant bewaard in en gedigitaliseerd door Openbare Bibliotheek Brugge.

De Journal de Bruges was een Franstalige, liberale krant die te Brugge verscheen van 1837 tot 1953. De oprichter was Philippe Chrétien Popp. De redactie en het beheer werden hoofdzakelijk verzorgd door zijn echtgenote Caroline Clémence Boussart.

## Ontstaan
P.C. Popp was te Brugge controleur bij het kadaster en geïntegreerd in de liberale kringen van de stad. Toen op 1 april 1837 de verschijning van een nieuwe katholieke krant Le Nouvelliste du Nord aangekondigd werd, nam Popp de uitdaging van enkele vrienden aan en richtte zelf een liberale tegenhanger op. Hij slaagde erin om reeds op 4 april het eerste nummer van zijn Journal de Bruges te publiceren. Van bij de start werden de abonnees overgenomen van een andere Franstalige krant, L’Indicateur. Deze krant was eind 1836 opgericht door advocaat Jaspin maar had al snel opgehouden te verschijnen. Jaspin had vage plannen voor een nieuwe titel, L’Echo des Flandres en aanvaardde het aanbod van Popp.
De krant had opeenvolgende adressen: bij de start Spiegelrei 54, vanaf 8 augustus 1845 Woensdagmarkt 53, vanaf 17 oktober 1871 Memlincplaats 1, wat geen verhuizing betekende maar een wijziging van de naam van het plein. Vanaf 14 maart 1909 verhuisde de krant naar Groenerei 6.
Al na korte tijd nam Caroline Popp het beheer van de krant op zich en zij zou dat een halve eeuw blijven doen. Zeker vanaf 1839 verschenen artikelen van haar hand.

## Handelsdrukkerij
Aan de krant was ook een drukkerij verbonden die zowel voor de familie Popp als voor derden actief was. Het meest bekend zijn de kadasterplannen en kadastrale leggers die P.C. Popp vanaf 1850 publiceerde. Een verzamelbundel verhalen van Caroline Popp, Récits et Légendes des Frandres werd uitgegeven door de Office de Publicité van A.N. Lebègue, maar gedrukt door Imprimerie P.-C. Popp. Het liberaal verkiezingsdrukwerk werd tussen 1864 en 1894 verzorgd door de drukkerij Popp.
Popp was ook drukker-uitgever van de Nederlandstalige liberale weekbladen Het Recht (eerste nummer 19 juni 1869) en diens opvolger De Stembus (4 maart 1876 – 28 mei 1881)

## Opvolgers

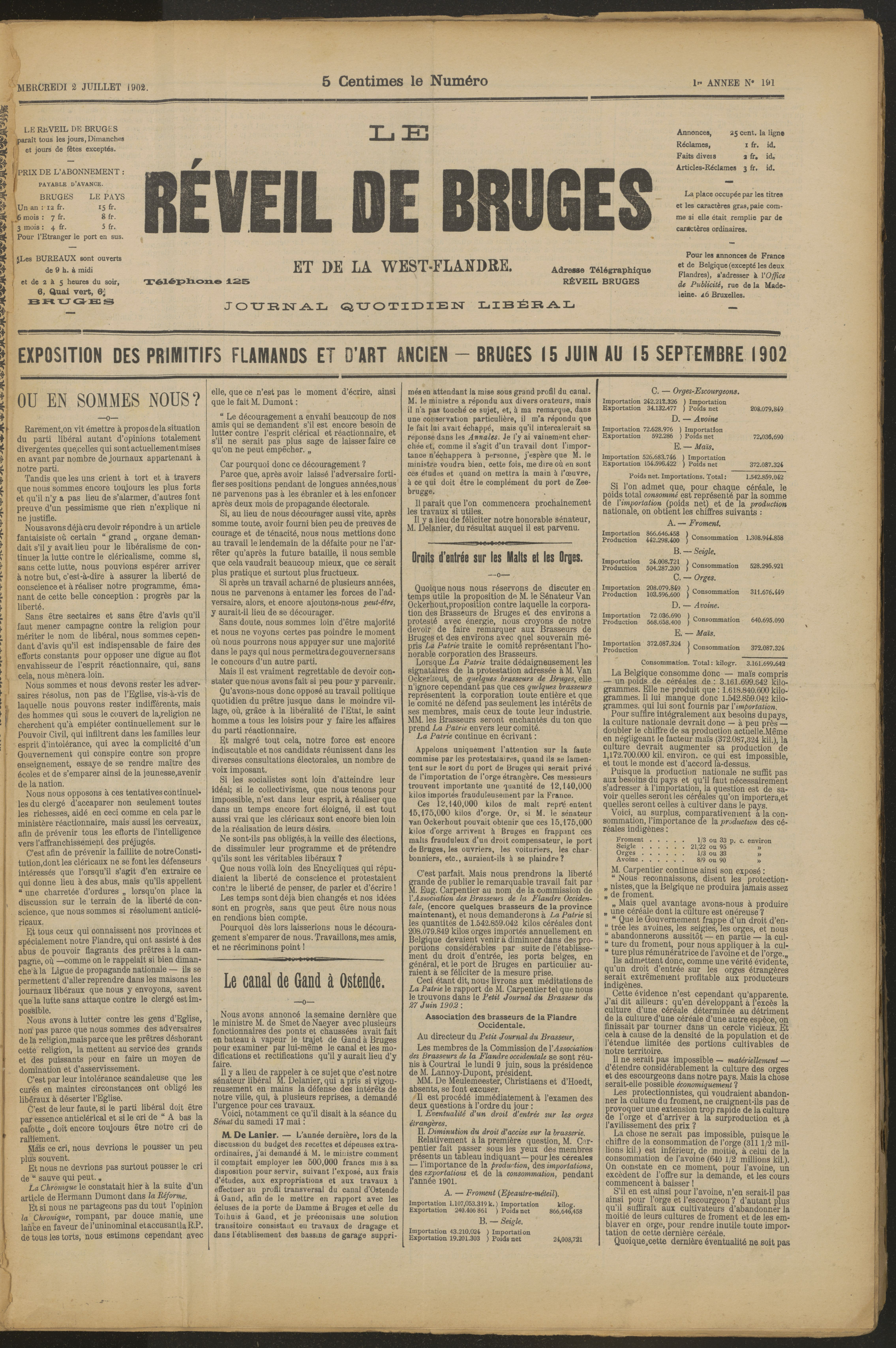
Voorpagina van Le Réveil de Bruges van 2 juli 1902. Krant bewaard in en gedigitaliseerd door Openbare Bibliotheek Brugge.

Na het overlijden van Caroline Popp in 1891 zetten haar dochters Antoinette en Nelly de publicatie verder tot 1909.
In 1901 was te Brugge een tweede Franstalige liberale krant opgericht: Le Reveil de Bruges. Deze krant werd gedrukt door Rodolphe Daveluy, de laatste Brugse vertegenwoordiger van de drukkersfamilie die zich ondertussen in Oostende gevestigd had. De redactionele lijn was radicaal, in tegenstelling tot de gematigde Journal.
Op 14 januari 1909 overleed Rodolphe Daveluy na een lange ziekte. Er was binnen de familie geen overnemer voor zijn drukkerij. Zijn zus Marie, weduwe van Florimond D'hondt, baatte in Blankenberge een hotel uit. De andere drukkers-uitgevers waren actief in Oostende.
De Brugse Liberale Associatie greep de kans om de plaatselijke liberale pers te herstructureren. Op 17 maart 1909 werd de Société Anonyme Brugeoise d’Imprimerie et de Publicité (SABIP) opgericht. Die kocht voor 30.000 frank de Journal de Bruges. De weduwe Dhondt-Daveluy en André Baekenroodt kregen 200 van de 530 aandelen van de vennootschap in ruil voor hun inbreng van de Reveil. André Baeckenroodt werd directeur-hoofdredacteur van de nieuwe Journal de Bruges. Hij werd in 1913 opgevolgd door Léon Claeys. Het adres wijzigde naar Groene Rei 6, het adres van de verdwenen Reveil.
In 1937 verscheen de krant nog tweemaal per week, op donderdag en zondag. In 1937 werd het honderdjarig bestaan van de krant gevierd. Tijdens de Tweede Wereldoorlog werd het verschijnen onderbroken: het laatste nummer verscheen op 23 juni 1940 en het eerste naoorlogs nummer op 25 september 1944.

## Einde
Léon Claeys had geleidelijk alle aandelen van SABIB overgenomen en was zo de enige eigenaar van de krant en de drukkerij geworden. Zijn overlijden op 28 februari 1947 was het begin van het einde. Zijn schoonzoon Georges Germain werd de nieuwe eigenaar. Germain was als officier vijf jaar krijgsgevangen geweest. Op 1 september 1946 ging hij met pensioen, met de bedoeling zich volledig aan de Journal de Bruges te kunnen wijden. Voor het journalistieke aspect was hij echter afhankelijk van zijn hoofdredacteur, Firmin Cuypers, die op 17 september 1948 plots overleed. Op een korte tijd volgden meerdere hoofdredacteurs elkaar op. De laatste was Huguette Leurquin die een veel scherpere schrijfstijl had dan haar meer bezadigde voorganger Firmin Cuypers en daardoor de politieke lijn van de krant wijzigde. De verouderde drukkerij en de dalende oplage verplichtten de eigenaars uiteindelijk de uitgave stop te zetten. Het laatste nummer verscheen op zaterdag 26 september 1953.

## Voetnoten
1. ↑  Journal de Bruges 4/1/1880 pagina 1 van 4. Erfgoed Brugge. Gearchiveerd op 28 augustus 2023. Geraadpleegd op 5 juli 2021.
2. ↑   Op 3 september 1871 werd immers op de Woendagmarkt het standbeeld van Hans Memling onthuld en hierdoor veranderde het plein van naam.
3. ↑  Le Reveil De Bruges 2/7/1902 pagina 1 van 4. Erfgoed Brugge. Gearchiveerd op 28 augustus 2023. Geraadpleegd op 5 juli 2021.
4. ↑  Sommige gegevens in het boek van A. Vanhoutryve stemmen niet overeen met andere bronnen. Aanvullende informatie werd gevonden in de (katholieke) Gazette van Brugge van begin 1909.